# De zang van Anoroer
De zang van Anoroer is het eerste deel van de epische fantasy stripreeks Servitude, getekend door Eric Bourgier, op een script van Fabrice David. Het album verscheen voor het eerst bij uitgeverij Daedalus in 2007 uitsluitend met harde kaft en werd herdrukt in 2012.

## Plattegrond en episch gedicht
Op de binnenkaft van het album  is een kaart van het koninkrijk opgenomen, gevolgd op de eerste pagina door het tragisch heldengedicht De Zang van Afénor over de val van de eerste koning Afenor. 

## Verhaal
In het eerste deel gaat Kiriël, de Koninklijke wapenmeester in het rijk van “De zonen van de aarde" op weg naar de hoofdstad Garantiël. Het is feest, want hij trouwt de koningsdochter Lërine. Desalniettemin zijn onrustige tijden op komst, karavanen met wapenvrachten naar bevriende Lenen worden aangevallen. 
Op de dag van de bruiloft wordt duidelijk dat interne vetes van de edellieden het land verdelen en blijkt het koninklijke legioen dat op weg was naar het prinsdom Veriël is vernietigd. Naast deze problemen verschijnen er plots Drekkars, gevaarlijke vijanden die zich eeuwenlang koest hebben gehouden. Kiriël brengt zijn kersverse bruid naar hun landgoed en gaat vervolgens op weg naar Nilin waar de prins van Viriël verblijft. Ternauwernood kan hij ontkomen aan een valstrik. Tarquan de zoon van de koning is minder fortuinlijk en loopt met zijn leger in een vooropgezette val.